# Potrerillos Abajo
Potrerillos Abajo es un corregimiento del distrito de Dolega en la provincia de Chiriquí, República de Panamá. La localidad tiene 1.815 habitantes (2010).

## Historia
El nombre de "Potrerillos" se deriva de los numerosos muros de piedra construidos por los indígenas hace varios siglos. Las paredes fueron construidas a través del trabajo forzado bajo la dirección de los colonos españoles para formar pasturas para el ganado de estos. La zona de Potrerillos se divide en dos ciudades, Potrerillos Arriba y Potrerillos Abajo, que significa "superior" e "inferior", respectivamente. Ambas ciudades se encuentran cerca de la ciudad de David y el volcán Barú.